# ロベ

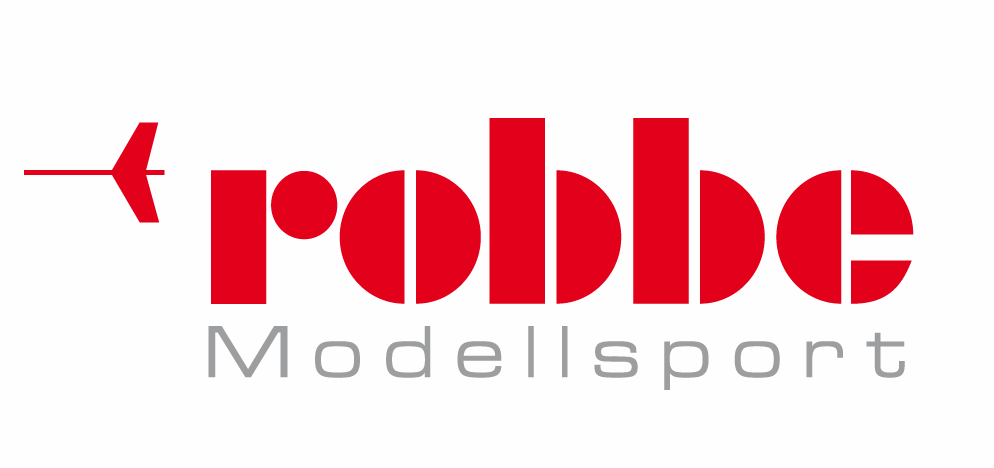

ロベ (Robbe、Robbe Modellsport GmbH & Co. KG ) はドイツの模型メーカーである。

## 概要
ラジコン飛行機、船、ヘリコプター、自動車、潜水艦やコントローラー部品などを供給している。社名のロベ (Robbe ) は創業者の「Robert Becker」を短縮して命名された。

## 沿革
1924年、ドイツ、ヘッセン州グレーベンハイン郊外（現在はグレーベンハイン町内）のメッツロス＝ゲハークにおいてローバート・ベッカー (Robert Becker ) により創業した。当初は材木を製材する会社だった。
1945年、ローバートの息子のフーバート・ベッカー (Hubert Becker ) の発案で、南米から輸入されたバルサ材を模型飛行機に流用した木製模型キットを発売した。当初、木製模型の市場規模は小さく、同社はパイオニア的地位にあった。
1950年代にアメリカで小型のラジコンが登場すると、それを自社製品に組み込み発売した。1960年代以降は、日本の双葉電子工業と組み、各種ラジコン製品を展開した。一部の製品は品質に比べて非常に高価であったにもかかわらず、ロベブランドは人気を獲得した。
1981年、ケルンのヴォルフガング・シュバルツハウプト (Wolfgang Schwarzhaupt ) によって買収され、シュバルツハウプトグループに入り世界中にロベ製品が輸出された。
1997年よりラジコンモーターボート大会としてシージェット杯 (Sea Jet Cup) が開催されている。
2009年に創業の地に近いドイツヘッセン州グレーベンハイン郊外のニーダー・モーザー (Nieder-Mooser ) 湖畔にラジコンコースなどを備えたテーマパークとして「Robbe Modellspot Land」を開設した。

## 製品
飛行機の木製模型に始まり、ラジコンの飛行機やヘリコプター、船、自動車などを製造している。製品は初心者向けから上級者向けまで数多く揃えている。